# Brachionycha albicilia
Brachionycha albicilia là một loài bướm đêm trong họ Noctuidae.